# Gemen (Adelsgeschlecht)

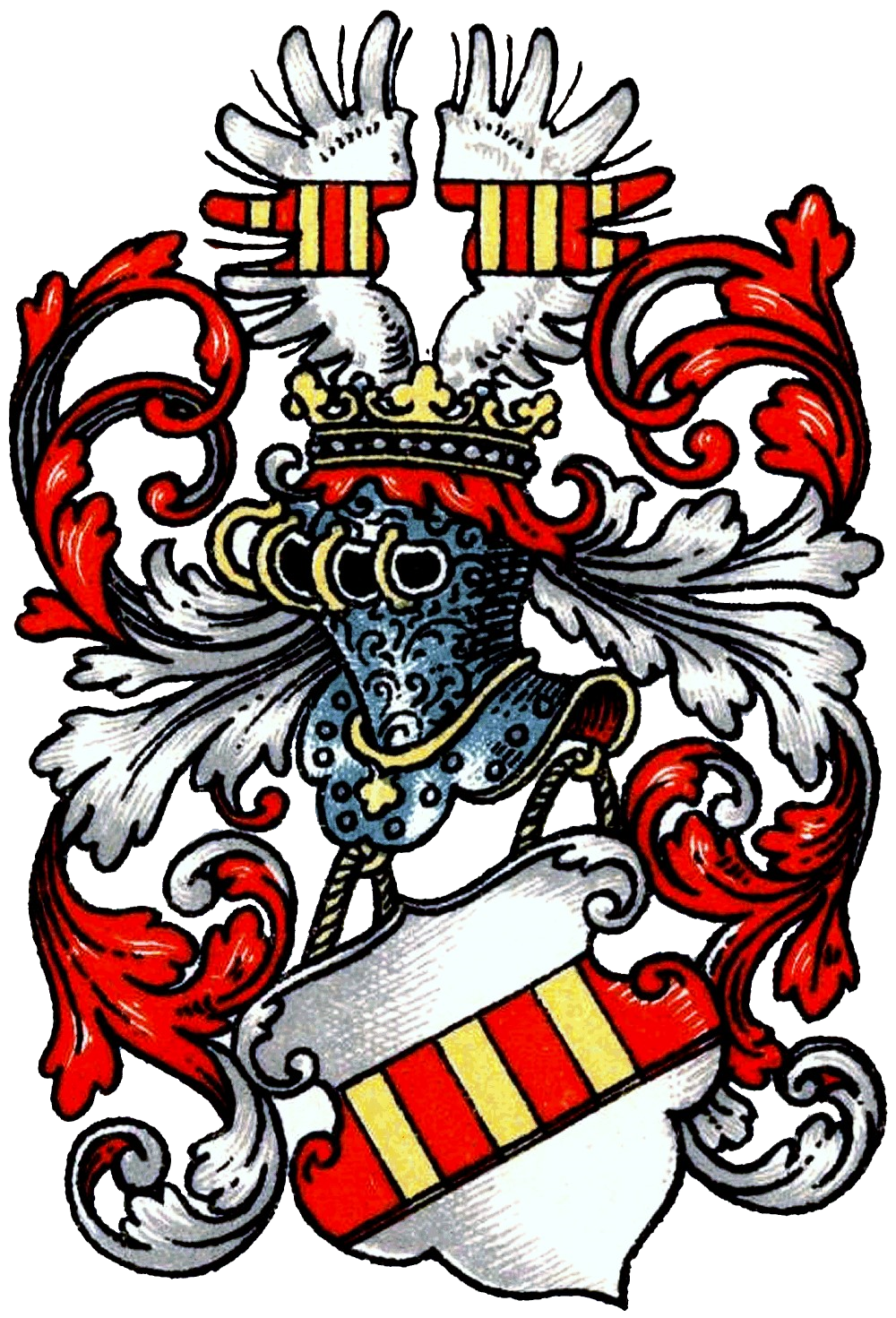
Stammwappen derer von Gemen im Wappenbuch des Westfälischen Adels

Die Herren von Gemen waren ein westfälisches Adelsgeschlecht.

## Edelherren von Gemen
Das Geschlecht der Edelherren von Gemen saß auf Burg Gemen, Mittelpunkt der Herrschaft Gemen. Das Geschlecht erscheint erstmals mit Werenboldus, Vogt des Stifts Vreden im Jahr 1092. Danach folgen Bernhardus de Chemene (urkundlich 1098–1118) und die Gebrüder Theodericus, Werenboldus, Gozwinus, Rudolfus de Gemene (urkundlich 1139–1151). 1163–1189 erscheint ein Lambert von Gemen, Sohn einer Gräfin von Hallermund, der die Leiche seines im Turnier zu Burg Nienborg schwer verwundeten Vetters, Burchard von Hallermund, nach Lockum geleitete und in Hallermund selbst verstarb und neben seinem Vetter begraben wurde. Israel de Gemene, laicus, nobilis tritt 1177–1203 auf. Zusammen mit diesem erscheint Godefridus de Gemene (nobilis) 1192 sowie allein 11185, 1187, ohne dass beide als Brüder benannt werden. In einer Urkunde des Bischofs Hermann II. von Münster (1173–1203) werden die Brüder Godfrid und Goswin von Gemen sowie Israel de Gemene erwähnt. 1228 wird ein Engelbert von Gemen im Kontext des Todes seines Schwiegervaters Bernard Paschebag zu Buldern genannt. Engelberts Frau war Mathilde (urkundlich 1266), die ihm zwei Söhne gebar: Engelbert und Vinzenz (beide urkundlich ab 1256). Vinzenz von Gemen war ab 1266 verheiratet. Ein Simon von Gemen tritt urkundlich zuerst 1237 auf und war 1238 bereits Ritter. Seine Frau hieß Sophie. Die Eheleute hatten mindestens drei Kinder: 1. Simon von Gemen (1265 †), der schon 1256 mit Wicburgis verheiratet war, Raesfeld kaufte und Stammvater der Herren von Raesfeld wurde, 2. Mathias und 3. eine Tochter, die Frau von Hermann von Velen. Goswin von Gemen wird 1242 ausdrücklich als Herr zu Gemen genannt. Engelberts Söhne, Engelbert und Vinzenz, waren beide verheiratet. Engelbert mit Lutgardis, die eine gleichnamige Tochter hatten (alle drei urkundlich 1301–1322). Vinzenz von Gemen hatte 1300 zwei Söhne: Engelbert und Hermann.
Bedrängt durch das Hochstift Münster trugen die Herren von Gemen um 1250 die Burg dem Herzog von Kleve zum Lehen auf.
Goswins Nachfolger in der Herrschaft Gemen war Godefridus Dominus de Gemene, den Engelbert als den Sohn seines Bruders und 1266 als Herrn von Gemen bezeichnete. Godefried war mit Sophia von Sulen (beide urkundlich bis 1283), der Schwester Stephans von Sulen, verheiratet. Aus der Ehe entstammten vier Söhne: Goswin (urkundlich 1272–1316), Stephan, Phoras (beide urkundlich 1280 und 1290) und Ansewin (urkundlich 1290–1339; verheiratet mit Ida). 1280 bekannte Gottfried, dass seine Söhne Ministerialen der Kirche zu Köln sind. In demselben Jahr 1280 übergab Gottfried die Herrschaft Gemen an seinen Sohn Goswin. Goswin war Vogt von Verden und mit Christine verheiratet. Ihre Söhne hießen Hermann und Gottfried (beide urkundlich 1302–1316). Hermann war Schwager von Wilhelm von Dale. Goswin hatte offenbar noch einen weiteren Sohn namens Goswin, der schon 1345 als Herr zu Pröbsting erscheint und Stifter der Linie von Gemen zu Pröbsting wurde.
Auf Goswin von und zu Gemen folgte in der Herrschaft Gemen sein Sohn Hermann von Gemen, der aber offenbar nicht lange lebte, denn schon 1324/1325 findet sich dessen Sohn Heinrich II. als Herr zu Gemen und Vogt von Verden. Als Heinrichs II. Frau erscheint eine Berlizabeth/Elisabeth. Ihre Söhne hießen Johann und Hermann (urkundlich 1337). Hermann von Gemen heiratete eine Tochter aus dem Haus Bronkhorst-Batenburg, Erbin der Herrschaft Anholt, und hatte mit dieser eine Tochter Margaretha von Gemen (1390–1408), die mit Giselbert von Bronkhorst verheiratet war und wahrscheinlich Anholt an die von Bronkhorst brachte. Johann von und zu Gemen stellte bereits 1340 selbstständig eine Urkunde aus. In Urkunden erscheint er noch bis 1356. Ihm folgte Ritter Heinrich III. von Gemen (urkundlich ab 1365), der ab 1391 mit Catharina von Bronkhorst, einer Schwester von Giselbert und Friedrich von Bronkhorst, verheiratet war. Sie war die Witwe von Heinrich von Wysche. Heinrich III. von Gemen († 1424) baute ab 1370 die Landesherrschaft aus und erbaute 1411 das heute noch stehende Schloss Gemen.
Heinrichs III. Sohn Johann (Wilhelm) II. von Gemen, verheiratet mit Oda von Horn-Parwys, setzte den Prozess fort. Der Vest Recklinghausen fiel als Pfand vom Erzbischof von Köln an Johann II. Johann III. wurde 1455 mit Gemen belehnt. Unter Heinrich IV. (* ca. 1420, † 1492) ging dieser Besitz wieder verloren. Heinrich IV. erheiratete die Herrlichkeit Wevelinghofen. 1467 übergab Heinrich IV. Gemen an seinen Neffen Heinrich IV. von Nassau-Beilstein als Geschenk für den Fall seines Todes. Die Herrlichkeit Wevelinghoven brachte Heinrichs IV. Erbtochter Katharina an Graf Eberwin II. Bentheim zu Steinfurt († 1498). Heinrichs IV. zweite Tochter Cordula heiratete 1457 in erster Ehe Goswin von Stecke, Erbmarschall des Herzogs von Kleve, und in zweiter Ehe 1476 Johann IV. Graf von Holstein-Schaumburg und Sternberg, wodurch die Herrschaft Gemen in Besitz des Hauses Holstein-Schaumburg kam. Mit dem Tod Heinrichs IV. im Jahr 1492 starb das Geschlecht der Edelherren von Gemen im Mannesstamm aus.

## Herren von Gemen genannt Pröbsting

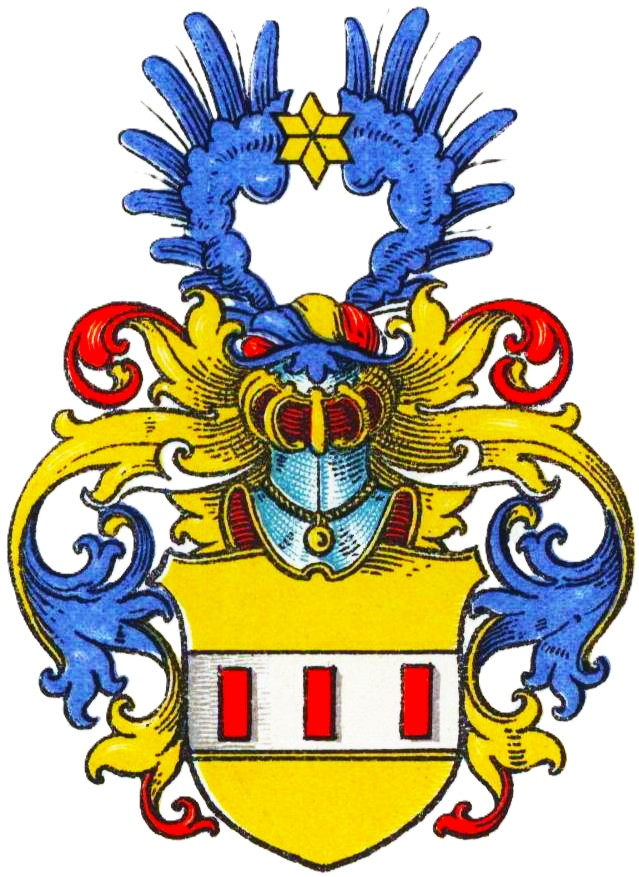
Wappen derer von (Gemen genannt) Pröbsting im Baltikum im Wappenbuch des Westfälischen Adels

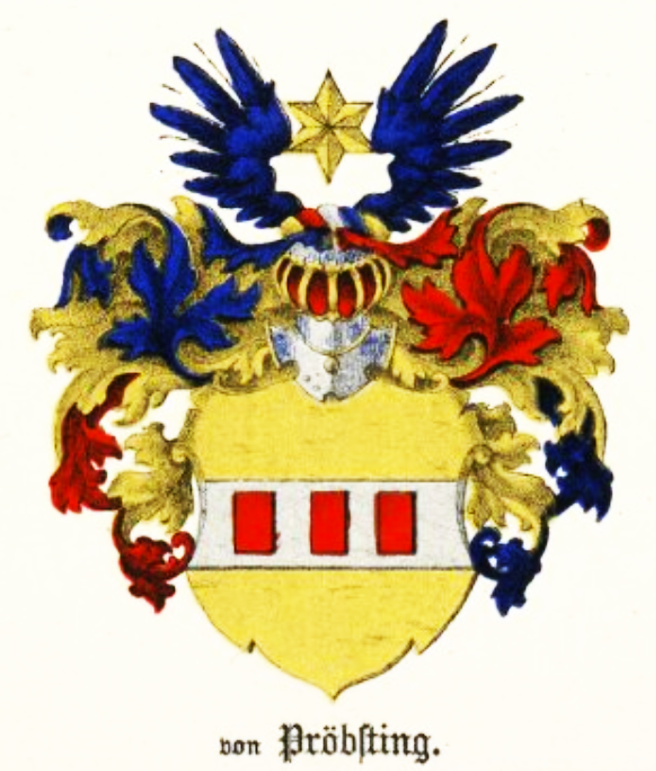
Wappen derer von Pröbsting im Baltikum im Baltischen Wappenbuch

Der oben genannte, 1345 erwähnte Goswin von Gemen, Sohn des Goswin von und zu Gemen, war der Stifter der Linie derer von Gemen zu Pröbsting. Sie führten dasselbe Siegel wie die Dynasten von Gemen. Den Beinamen erhielten sie von dem gleichnamigen Haus Pröbsting, einem Offenhaus des Münsteraner Bischofs. Da die späteren Herren von Gemen genannt Pröbsting über ihren Besitz frei verfügen konnten, muss das Gut später in ihren Eigenbesitz übergegangen sein.
Wilhelm von Ghemen geheiten von Prouestinck war Amtmann zu Bocholt. 1372 erscheint ein Goessen von Gemen gen. Pröbsting, Goswin von Gemen gen. Pröbsting 1456 und 1467 und Wilhelm von Gemen gen. Pröbsting 1446. Gosen von Gemen gen. Pröbsting der Alte und Gosen von Gemen gen. Pröbsting der Junge besiegelten die Münsteraner Landesvereinigung (1466). Nach dem Aussterben der Linie in Westfalen im Jahr 1559 ging das Haus in den Besitz der Herren von Willich über.
Eine Linie der Herren von Gemen genannt Pröbsting kam auch ins Baltikum, zuerst nach Riga, später auch nach Estland. Diese Linie erhielt in Person von Gerhard von Pröbsting am 28. November 1679 vom schwedischen König Karl XI. den schwedischen Adel und führte ein abweichend tingiertes Wappen. In die Estländische Ritterschaft wurde die Familie 1752 immatrikuliert.

## Wappen
Blasonierung des StammwappensIn Silber ein roter, mit drei goldenen Pfählen belegter Balken. Auf dem gekrönten Helm mit rot-silbernen Decken ein wie der Schild bezeichneter offener Flug. Bei Engelbert von Gemen ist der Schild durch drei Vögel auf dem Balken vermehrt. Ansewins Wappen ist um einen Turnierkragen vermehrt.
Blasonierung des Wappens derer von Pröbsting im BaltikumIn Gold ein silberner, mit drei roten Pfählen belegter Balken. Auf dem blau-silbern-rot-golden bewulsteten Helm mit blau-silbern-rot-goldenen Decken ein goldener Stern zwischen einem offenen blauen Flug.